# نصف‌النهار ۶۵ درجه شرقی
خطای عبارت: عملگر < دور از انتظار
نصف‌النهار ۶۵ درجه شرقی ۶۵مین نصف‌النهار شرقی از گرینویچ است که از لحاظ زمانی ۴ساعت و ۲۰دقیقه با گرینویچ اختلاف زمانی دارد.
این نصف‌النهار از قطب شمال شروع و از مناطق زیر گذشته و به قطب جنوب ختم می‌شود.
- روسیه
- اقیانوس هند